# Dobrilovići
Dobrilovići (Servisch cyrillisch Добриловићи) is een plaats in de Servische gemeente Priboj. De plaats telt 490 inwoners (2002).